# Pietro Antonio Zorzi
Pietro Antonio Kardinal Zorzi, C.R.S., italijanski katoliški duhovnik, škof, nadškof in kardinal, * 7. november 1745, Castello di Novegradi, † 17. december 1803, Videm, Italija.

## Življenjepis
7. decembra 1768 je prejel duhovniško posvečenje in posatl duhodnik v Orden de los Padres Somascos.
3. aprila 1786 je postal škof Cenede; škofovsko posvečenje je prejel 17. aprila 1786.
24. septembra 1792 je postal nadškof Vidma in 17. januarja 1803 je postal kardinal.